# Mario Francisco Fortunato
Mario Francisco Fortunato (Buenos Aires, 19 marzo 1905 – Buenos Aires, 10 novembre 1970) è stato un calciatore argentino, di ruolo difensore.

## Caratteristiche tecniche
Giocava come difensore e centromediano.

## Palmarès

### Giocatore

#### Club
- Copa Ibarguren: 1

Boca Juniors: 1924
- Copa de Competencia Jockey Club: 1

Boca Juniors: 1925
- Copa Campeonato: 1

Boca Juniors: 1926
- Primera División (AAF): 1

Sportivo Barracas: 1932

#### Nazionale
- Campeonato Sudamericano de Football: 1

Argentina 1925

### Allenatore
- Campionato argentino: 4

Boca Juniors: 1930, 1931, 1934, 1935
- Copa de Competencia Británica George VI: 1

Boca Juniors: 1946